# Georges Foussereau
Georges Foussereau, né le 7 septembre 1848 à Bessé-sur-Braye et mort le 5 novembre 1913 à Paris, est un physicien français.